# Atacameño
Atacameño (Plural: Atacameños) ist der ethnische Appellativ für die indigene Bevölkerung in den Anden der Región de Antofagasta, in Chile. Der Begriff wurde ursprünglich im 16. Jahrhundert durch spanische Konquistadoren eingeführt um pauschal die Bevölkerung in der nördlichen Atacama-Wüste zu bezeichnen. Die Selbstbezeichnung dieser Bevölkerungsgruppe lautet Likan Antai. Deren Siedlungsgebiet in der Kordillere und der Präkordillere erstreckt sich im Westen, in Richtung zur Küste, etwa bis hinab zur 2000-m-Höhenlinie, zwischen dem Quellgebiet des Río Loa im Norden (um 20° S) und dem Südende des Salar de Atacama im Süden (um 24,5° S). Ihre Sprache heißt Kunza und ist praktisch ausgestorben. Die Atacameños, bzw. Likan Antai sind eine der gesetzlich anerkannten indigenen Gemeinschaften (A) in Chile. Ihr Anteil an der Gesamtbevölkerung beträgt 0,33 % (Stand 2012), ca. 54.900 Personen.

## Geschichte

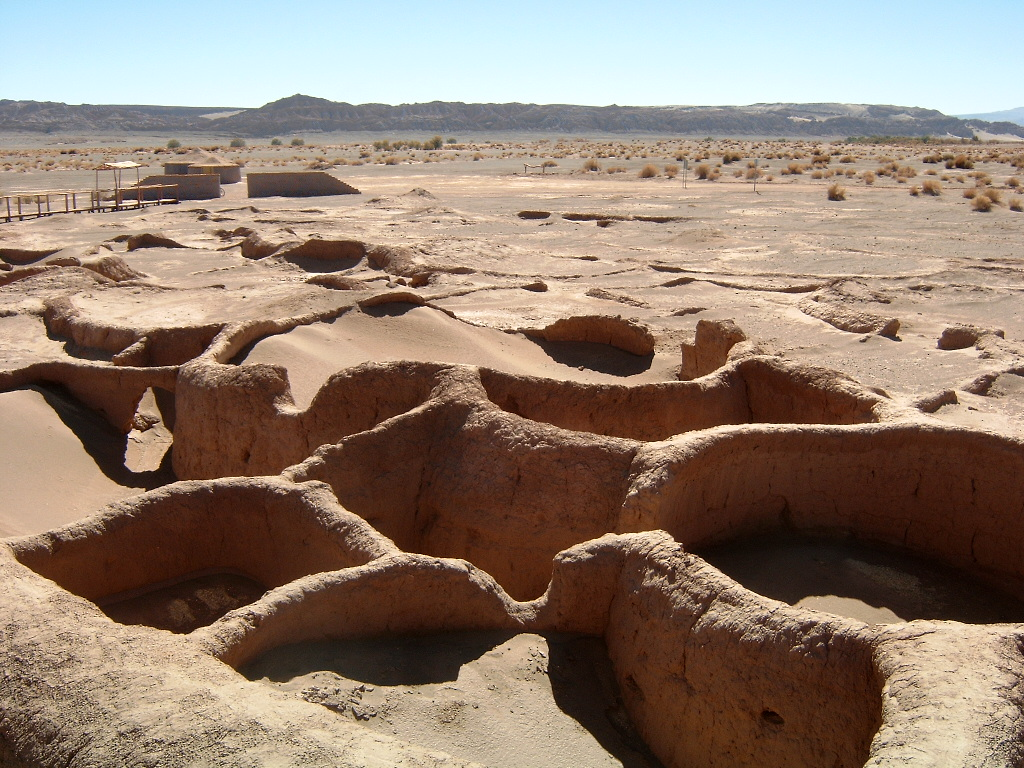
Tulor-Siedlung (800 v. Chr. – 1100)

Man schätzt, dass in der Region Puna im Norden von Chile bereits vor ca. 11.000 Jahren die ersten Siedlungen entstanden sind. Die Atacameños waren die Gründer der sogenannten San Pedro-Kultur und ließen sich in den Oasen der Atacama-Wüste nieder.
Um 800 v. Chr. errichteten sie die Siedlung Tulor in der Nähe der heutigen Stadt San Pedro de Atacama. Dieser Ort blieb etwa 1300 Jahre besiedelt. 900 n. Chr. entstand die befestigte Stadt Quitor. Im 15. Jahrhundert eroberten die Inka die Gebiete der Atacameño und versuchten, sie in ihren Kulturkreis einzubinden. In diesem Zug bauten sie die Stadt Pukará de Quitor weiter aus.
Das Valle de Jerez diente den Inka als Hauptkarawanenweg. Hier findet man bis heute alte Felszeichnungen (Petroglyphen).
Auf ihren Expeditionen nach Chile durchquerten die spanischen Konquistadoren Diego de Almagro (1535/36) und Pedro de Valdivia (1540) die Region und versorgten sich hier mit Vorräten.

## Soziale Struktur
Die Atacameños waren die ersten Landwirte und damit auch die erste sesshafte Gruppe des Landes. Da die landwirtschaftlich bearbeitbare Zone sehr klein war, konstruierten sie Terrassen, die sie künstlich bewässerten und mit Lama-Dung düngten. Es wurde verschiedene Maissorten, Reis, Bohnen, Feigen, Baumwolle, Kürbisse und Kartoffeln angebaut.
Lamas und Alpakas wurden zur Fleischherstellung und Nutzung der Felle aufgezogen. Auch wurden sie als Transportmittel genutzt, um mit den Städten an der Küste Handel zu treiben.
Die handwerkliche und künstlerische Entwicklung der Atacameños zeigt sich in der Herstellung von Tonwaren, Gewebe, Flechtwerk und Holzschnitzereien. Außerdem beherrschten sie früh die Metallurgie und die Herstellung von Kupfer und Bronze.
Die Atacameños glaubten an ein Leben nach dem Tod und deshalb wurden die Toten mit Kleidung und Nahrung für ihren Weg in das nächste Leben begraben. Sie verehrten verschiedene Naturkräfte, nutzten aber keine Tempel oder Gebetsräume.
Noch heute gibt es kleine Atacameño-Dörfer, z. B. in Caspana.